# باراکائو (ریو گراند دو سول)
باراکائو (به پرتغالی: Barracão) یک شهرداری در برزیل است که در ریو گرانده جنوبی واقع شده‌است. باراکائو ۵۱۵٫۵ کیلومتر مربع مساحت و ۵٬۲۵۶ نفر جمعیت دارد و ۷۶۴ متر بالاتر از سطح دریا واقع شده‌است.